# Âmbar (cor)

O Âmbar é uma cor laranja-amarelo que recebeu seu nome devido ao material conhecido como âmbar. Ela é famosa por ser uma cor utilizada em postes de iluminação. 

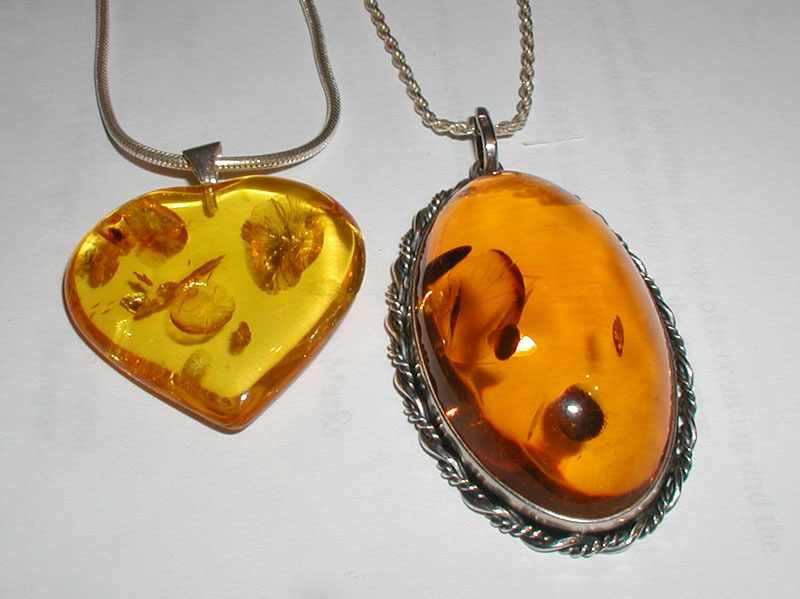
Estes pingentes feitos de âmbar mostram a cor âmbar.

Também conhecida por ser a cor utilizada em gelatinas para iluminação de tv e cinema, pois ela diminui a intensidade da luz sem alterar fortemente a temperatura dessa luz.Essa cor também é muito utilizada na aviação. No Brasil esta cor é determinada pelo Conselho Nacional de Trânsito como a cor da sinalização de mudança de direção dos automóveis fabricados no país. 
Vidrarias de cor âmbar são muito utilizadas em laboratórios para proteger as soluções químicas contra os raios de luz e também em óculos 3D. Existe uma cor de olhos que é denominada âmbar (ou mel), a cor lembra ligeiramente os olhos castanhos, porém, é mais claro e mais amarelado/dourado.